# هيوز إكس في-9
هيوز إكس في-9 طائرة هليكوبتر أمريكية عالية السرعة بناتها هيوز للمروحيات في ستينيات القرن ال 20 .